# Macandrewella serratipes
Macandrewella serratipes is een eenoogkreeftjessoort uit de familie van de Scolecitrichidae. De wetenschappelijke naam van de soort is voor het eerst geldig gepubliceerd in 2002 door Ohtsuka, Nishida & Nakaguchi.